# Тоні Фергюсон
Ентоні Арманд Фергюсон (англ. Anthony Armand Ferguson; нар. 12 лютого 1984 рік, Окснард, Каліфорнія, США) — американський боєць змішаного стилю мексиканського походження, що виступав під егідою UFC у легкій та напівсередній ваговій категорії.
Колишній тимчасовий чемпіон UFC у легкій вазі. Переможець 13-го сезону The Ultimate Fighter. Колишній чемпіон PureCombat у напівсередній вазі.

## Категорія в UFC і Особисте Життя
Зріст: 183 см
Вага: 70
Дружина: Cristina Servin
Діти: Ентоні Арман
Освіта: Державний університет Гранд Веллі, Центральний Мічиганський університет

## Раннє життя
Фергюсон виріс в Маскегоні, штат Мічиган, має мексиканське походження. Прізвище Фергюсон дісталася йому від його шотландсько-американського вітчима. Будучи уродженцем південної Каліфорнії, проживаючи в маленькому містечку Середнього Заходу, батько Фергюсона ввів його в спорт в юному віці, щоб допомогти йому подружитися і вписатися в його нове оточення.
Після закінчення середньої школи Фергюсон вступив в Центральний Мічиганський університет, потім перейшов в Університет штату Гранд-Веллі. Він також займався навчанням в коледжі Маскегона. Він переміг у NCWA двічі, вигравши національний чемпіонат NCWA в дивізіоні 165 фунтів.
Фергюсон повернувся до Каліфорнії, щоб бути ближче до своєї великої сім'ї, займаючись маркетингом і продажами протягом дня і працюючи позмінно в якості бармена в нічний час. Одного разу вночі, коли він займався баром, патрон поговорив з ним про його боротьбу і запросив його спробувати себе в єдиноборствах.

## Кар'єра в змішаних бойових мистецтвах

### The Ultimate Fighter
Фергюсон підписав контракт з UFC у 2011 році, щоб взяти участь у напівсередній вазі The Ultimate Fighter: команда Брока Леснара проти команди Дос Сантоса.
Фергюсон був третім вибором команди Леснар. У першому бою Фергюсон переміг Джастіна Едвардса в нокауті в першому турі. Потім він зіткнувся з Райаном МакГіллівраєм у чвертьфіналі та переміг через нокаут у першому турі. Потім він зіткнувся з Чаком О'Нілом у півфіналі та переміг через нокаут у третьому раунді, щоб перейти до фіналу..

### Ultimate Fighting Championship
Фергюсон офіційно дебютував в UFC в The Ultimate Fighter 13 Finale проти Ремсі Ниджема, щоб визначити переможця The Ultimate Fighter 13. Фергюсон переміг Ніджема нокаутом в першому раунді, ставши переможцем сезону Ultimate Fighter. Він також заробив бонус «нокаут вечора» за перемогу над Ніджемом.
Фергюсон повернувся в легку вагу, і бився з Аароном Райлі 24 вересня 2011 року в UFC 135. На початку бою Фергюсон викинув сильний аперкот лівою, а потім домінував у двох останніх хвилинах раунду. Відразу після закінчення першого раунду Райлі сказав своєму кутку, що його щелепа зламана. Була оголошена перемога Фергюсона технічним нокаутом.
Фергюсон зустрівся з ветераном MMA Івом Едвардсом у фіналі Ultimate Fighter 14. Фергюсон виграв одноголосним рішенням. Очікувалося, що Фергюсон постане перед Деннісом Халманом 5 травня 2012 року в UFC на Fox: Diaz vs. Miller. Однак Халльман був травмований і замінений Тіаго Таварес. Таварес теж травмувався і був замінений Майклом Джонсоном. Фергюсон програв Джонсону одноголосним рішенням.
Фергюсон зіткнувся з Майком Ріо 19 жовтня 2013 року в UFC 166. Він виграв у першому раунді. Перемога також принесла йому першу премію «Виступ вечора». Фергюсон зіткнувся з Кацунорі Кікуно 24 травня 2014 року в UFC 173. Він виграв бій нокаутом в першому раунді. Очікувалося, що Фергюсон постане перед Денні Кастільо 2 серпня 2014 року в UFC 176. Однак після скасування UFC 176 Кастільо / Фергюсон був перенесений на 30 серпня 2014 року на UFC 177. Фергюсон виграв бій роздільним рішенням.
Бій з Нурмагомедовим було заплановано в третій раз на UFC 209, на цей раз для проміжного чемпіонату UFC у легкій вазі. Однак до зважування Нурмагомедов був госпіталізований внаслідок негативних наслідків зниження його ваги, і бій знову був скасований. В четвертий раз, при спробі зустрітися з Хабібом Нурмагомедовим, за тиждень до бою Тоні травмував коліно.
У 2018 році оголосив про те, що повністю відновився після операції на коліні і битиметься на UFC 229 з Ентоні Петтисом.
В ході бою здобув перемогу технічним накаутом у другому раунді.

## Результати боїв ММА
| Професійна кар'єра бійця |            |            |
| Боїв 35                  | Перемог 25 | Поразок 10 |
| Нокаут                   | 12         | 2          |
| Здача                    | 8          | 3          |
| Рішення суддів           | 5          | 5          |

| Результат | Рекорд | Суперник         | Спосіб                                   | Турнір                                                              | Дата             | Раунд | Час   | Місце                             | Примітки                                                           |
| --------- | ------ | ---------------- | ---------------------------------------- | ------------------------------------------------------------------- | ---------------- | ----- | ----- | --------------------------------- | ------------------------------------------------------------------ |
| Поразка   | 25-10  | Педді Пімблетт   | Одноголосне рішення                      | UFC 296                                                             | 16 грудня 2023   | 3     | 5:00  | Лас-Вегас, Невада, США            |                                                                    |
| Поразка   | 25-9   | Боббі Грін       | Технічна здача                           | UFC 291                                                             | 29 липня 2023    | 3     | 4:54  | Солт-Лейк-Сіті, Юта, США          |                                                                    |
| Поразка   | 25-8   | Нейт Діас        | Здача                                    | UFC 279                                                             | 10 вересня 2022  | 4     | 2:52  | Лас-Вегас, Невада, США            | Поєдинок у напівсередній вазі.                                     |
| Поразка   | 25-7   | Майкл Чендлер    | Нокаут                                   | UFC 274                                                             | 7 травня 2022    | 2     | 0:17  | Фінікс, Аризона, США              |                                                                    |
| Поразка   | 25-6   | Бенейл Даріуш    | Одностайне рішення                       | UFC 262                                                             | 15 травня 2021   | 3     | 5:00  | Х'юстон, Техас, США               |                                                                    |
| Поразка   | 25-5   | Шарліс Олівейра  | Одностайне рішення                       | UFC 256                                                             | 12 грудня 2020   | 3     | 5:00  | Лас-Вегас, Невада, США            |                                                                    |
| Поразка   | 25-4   | Джастін Гейджи   | Технічний нокаут (удари)                 | UFC 249                                                             | 9 травня 2020    | 5     | 3:39  | Джексонвілл, Флорида, США         | За титул тимчасового чемпіона UFC у легкій вазі. «Бій вечора».     |
| Перемога  | 25-3   | Дональд Серроне  | Технічний нокаут (зупинка лікарем)       | UFC 238                                                             | 9 червня 2019    | 2     | 5: 00 | Чикаго, Іллінойс, США             | Зупинений після другого раунду                                     |
| Перемога  | 24-3   | Ентоні Петтіс    | Технічний нокаут (зупинений секундантом) | UFC 229                                                             | 6 жовтня 2018    | 2     | 5: 00 | Лас-Вегас, Невада, США            | «Кращий бій року».                                                 |
| Перемога  | 23-3   | Кевін Лі         | Здався (задушливий прийом трикутник)     | UFC 216                                                             | 7. жовтня 2017   | 3     | 4: 02 | Лас-Вегас, Невада, США            | Завоював титул тимчасового чемпіона UFC в легкій вазі.             |
| Перемога  | 22-3   | Рафаел дус Анжус | Одностайне рішення                       | The Ultimate Fighter Latin America 3 Finale: dos Anjos vs. Ferguson | 5 листопада 2016 | 5     | 5: 00 | Мехіко, Мексика                   | «Кращий бій вечора».                                               |
| Перемога  | 21-3   | Лендо Ванната    | Здався (задушливий прийом Брабо)         | UFC Fight Night: McDonald vs. Lineker                               | 13 липня 2016    | 2     | 2: 33 | Су-Фолс, Південна Дакота, Канада  | «Кращий бій вечора».                                               |
| Перемога  | 20-3   | Едсон Барбоза    | Здався (задушливий прийом Брабо)         | The Ultimate Fighter: Team McGregor vs. Team Faber Finale           | 11 грудня 2015   | 2     | 2: 54 | Лас-Вегас, Невада, США            | «Виступ вечора». «Кращий бій вечора». aboba                        |
| Перемога  | 19-3   | Джош Томсон      | Одностайне рішення                       | UFC Fight Night: Mir vs. Duffee                                     | 15 липня 2015    | 3     | 5: 00 | Сан-Дієго, Каліфорнія, США        | «Виступ вечора».                                                   |
| Перемога  | 18-3   | Глейсон Тіба     | Здався (задушливий прийом Анаконда)      | UFC 184                                                             | 28 лютого 2015   | 1     | 2: 37 | Лос-Анджелес, Каліфорнія, США     | «Виступ вечора».                                                   |
| Перемога  | 17-3   | Абель Трухільо   | Здався (задушливий прийом ззаду)         | UFC 181                                                             | 6 грудня 2014    | 2     | 4: 19 | Лас-Вегас, Невада, США            |                                                                    |
| Перемога  | 16-3   | Денні Кастільо   | Роздільне рішення                        | UFC 177                                                             | 30 серпня 2014   | 3     | 5: 00 | Сакраменто, Каліфорнія, США       |                                                                    |
| Перемога  | 15-3   | Кацунорі Кікуні  | Нокаут (удар)                            | UFC 173                                                             | 24 травня 2014   | 1     | 4: 06 | Лас-Вегас, Невада, США            |                                                                    |
| Перемога  | 14-3   | Майк Ріо         | Здався (задушливий прийом Брабо)         | UFC 166                                                             | 19 жовтня 2013   | 1     | 1: 52 | Х'юстон, Техас, США               | «Задушливий прийом вечора.»                                        |
| Поразка   | 13-3   | Майкл Джонсон    | Одностайне рішення                       | UFC on Fox: Diaz vs. Miller                                         | 5 травня 2012    | 3     | 5: 00 | Іст-Рутерфорд, Нью-Джерсі, США    |                                                                    |
| Перемога  | 13-2   | Ів Едвардс       | Одностайне рішення                       | The Ultimate Fighter: Team Bisping vs. Team Miller Finale           | 3 грудня 2011    | 3     | 5: 00 | Лас-Вегас, Невада, США            |                                                                    |
| Перемога  | 12-2   | Аарон Райлі      | Технічний нокаут (зупинка доктора)       | UFC 135                                                             | 24 вересня 2011  | 1     | 5: 00 | Денвер, Колорадо, США             | Повернення в легку вагу.                                           |
| Перемога  | 11-2   | Ремсі Ніджем     | Нокаут (удар)                            | The Ultimate Fighter: Team Lesnar vs. Team dos Santos Finale        | 4 червня 2011    | 1     | 3: 54 | Лас-Вегас, Невада, США            | Виграв 13 сезон The Ultimate Fighter. «Нокаут вечора».             |
| Перемога  | 10-2   | Брок Джардін     | Технічний нокаут (удари)                 | PureCombat 12: Champions for Children                               | 25 вересня 2010  | 4     | 2: 35 | Кловіс, Каліфорнія, США           | Завоював вакантний титул чемпіона PureCombat в напівсередній вазі. |
| Перемога  | 9-2    | Девід Гарднер    | Технічний нокаут (удари)                 | CA Fight Syndicate: Battle of the 805                               | 26 березня 2010  | 2     | 0: 27 | Вентура, Каліфорнія, США          | Проміжна вага (до 71,6 кг).                                        |
| Перемога  | 8-2    | Кріс Кеннеді     | Технічний нокаут (зупинка доктора)       | National Fight Alliance MMA: Resurrection                           | 18 грудня 2009   | 1     | 2: 29 | Вентура, Каліфорнія, США          |                                                                    |
| Поразка   | 7-2    | Джеймі Тоні      | Здався (задушливий прийом трикутник)     | National Fight Alliance MMA: MMA at the Hyatt 3                     | 16 жовтня 2009   | 1     | 2: 15 | Уестлейк Віллідж, Каліфорнія, США |                                                                    |
| Перемога  | 7-1    | Джеймс Феншір    | Одностайне рішення                       | Rebel Fighter                                                       | 17 липня 2009    | 3     | 5: 00 | Пласервіллі, Каліфорнія, США      |                                                                    |
| Перемога  | 6-1    | Девін Бенджамін  | Технічний нокаут (удари і удари ліктями) | National Fight Alliance MMA: MMA at the Hyatt II                    | 28 травня 2009   | 1     | 0: 51 | Уестлейк Віллідж, Каліфорнія, США |                                                                    |
| Перемога  | 5-1    | Даніель Ернандес | Технічний нокаут (удари)                 | National Fight Alliance MMA: Riot at the Hyatt                      | 5 березня 2009   | 1     | 2: 22 | Уестлейк Віллідж, Каліфорнія, США |                                                                    |
| Поразка   | 4-1    | Карен Дарабедян  | Одностайне рішення                       | All Star Boxing: Caged in the Cannon                                | 6 лютого 2009    | 3     | 3: 00 | Монтебелло, Каліфорнія, США       |                                                                    |
| Перемога  | 4-0    | Френк Парк       | Здався (больовий прийом)                 | Long Beach Fight Night 3                                            | 4 січня 2009     | 1     | 2: 43 | Лонг-Біч, Каліфорнія, США         |                                                                    |
| Перемога  | 3-0    | Джо Шилінг       | Здався (задушливий прийом Брабо)         | Total Fighting Alliance 12                                          | 13 вересня 2008  | 2     | 2: 12 | Лонг-Біч, Каліфорнія, США         |                                                                    |
| Перемога  | 2-0    | Брендон Адамс    | Технічний нокаут (удари)                 | Total Fighting Alliance 11: Pounding at the Pyramid                 | 12 липня 2008    | 2     | 2: 18 | Лонг-Біч, Каліфорнія, США         |                                                                    |
| Перемога  | 1-0    | Стів Авелос      | Здався (удари і удари ліктями)           | California Xtreme Fighting: Anarchy at the Arena                    | 12 квітня 2008   | 2     | 1: 25 | Апланд, Каліфорнія, США           |                                                                    |